# Pompeu (nebot d'Anastasi)
Pompeu (en llatí: Pompeius; m. 532) va ser un oficial de l'Imperi Romà d'Orient del segle VI, actiu durant els regnats dels emperadors Anastasi I (r. 491-51), Justí I (r. 518-527) i Justinià I (r. 527-565). Era nebot, per part de mare, d'Anastasi I, fet que va provocar que fos nomenat cònsol l'any 501, juntament amb Aviè, tot just quan començava la seva carrera. Es va trobar amb Sant Saba quan aquest visita Constantinoble el 511/2 i la seva casa va ser incendiada durant revoltes antimonofisistes que esclataran a la capital. L'any 517, va enfrontar una invasió dels antes a les proximitats d'Adrianòpolis, on va ser derrotat. Probablement l'any següent va ser nomenat patrici i el 519, va rebre els llegats papals enviats pel papa Hormisdes (r. 514-523) per discutir el cisma acacià. El 528, Justinià el va enviar amb reforços a lluitar contra l'Imperi Sassànida a la Guerra Ibèrica, però no va arribar a lluitar a causa del mal temps i l'aproximació de l'hivern. L'any 532, va ser executat amb el seu germà per la seva suposada participació a la Revolta de Nika.

## Biografia

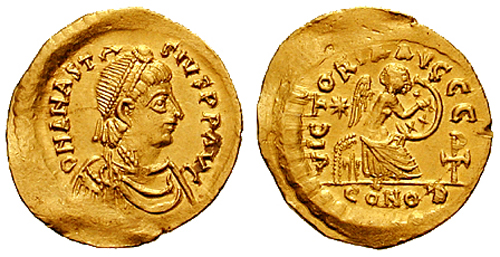
Semis d'Anastasi I (r. 491-518)

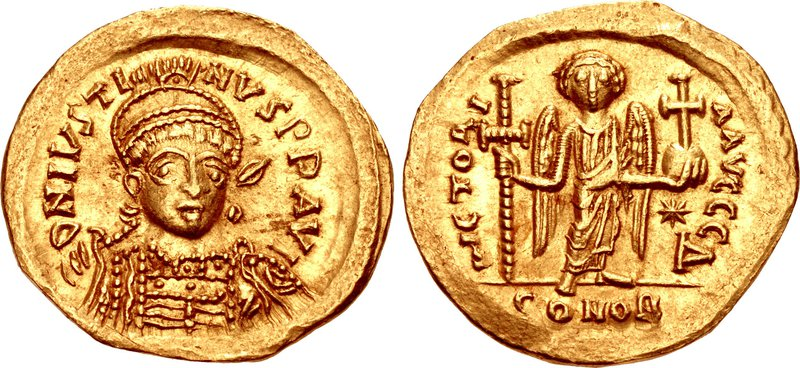
Sòlid de Justí I (r. 518-527)

Es desconeix quan va néixer Pompeu era fill de Secundí i Cesaria, la germana de l'emperador Anastasi I (r. 491-518). El seu germà Hipaci, i cosí de Probe. Va casar amb Anastasia i amb ella va tenir un o més fills de nom(s) incert(s). Apareix per primera vegada el 501, quan va ser designat cònsol amb el seu company occidental Aviè. Cap al 511/2, es va trobar amb Sant Saba durant la seva visita a la capital imperial de Constantinoble. Durant les revoltes antimonofisistes del 512, casa seva va ser incendiada, però no sembla haver estat un blanc en específic, doncs professava el calcedonianisme. Quan el patriarca Macedoni II (r. 495-511) va ser exiliat se sap que va ajudar el clergue. Segons la România de Jordanes, era comandant, potser mestre dels soldats de la Tràcia, d'un exèrcit imperial que va ser derrotat per invasors estrangers als voltants d'Adrianòpolis, a la Tràcia. L'episodi només el trobem relatat en aquesta font, però possiblement està associat a la invasió dels antes ocorreguda prop del 517. La seva carrera militar és considerada part d'un patró de patrocini familiar empleat per la majoria dels emperadors i emperadrius de l'època. Les famílies promogudes d'aquesta forma podrien llavors romandre influents molt després de la mort dels seus parents imperials.
Posteriorment, va ser un dels cortesans que van recolzar les negociacions amb papa Hormisdes (r. 514-523) per finalitzar el cisma acacià. A principis del 519, al costat de Vitalià i Justinià, va ser un dels "homes sublims i magnífics" (sublims et magnifici viri) que van trobar els llegats papals al desè mil·liari de Constantinoble i els van escortar la resta del camí. Pompeu va escriure almenys una carta a Hormisdes, datada del 22 d'abril, que va ser resposta el 9 de juliol. En una data incerta, tal vegada el 518, va rebre la dignitat de patrici; Ciril d'Escitòpolis dona la improbable data del 511/12, mentre Joan Malales recorda el títol en referència als esdeveniments ocorreguts una dècada després. El 528, en el context de la Guerra Ibèrica, després que els romans patissin diverses derrotes contra l'Imperi Sassànida, va ser enviat al front oriental amb reforços il·liris, escites, tracis i isàurics; degut al mal temps i l'arribada de l'hivern, no va haver-hi més hostilitats aquell any. Quan el seu germà era mestre dels soldats de l'Orient, ell va ocupar el càrrec de mestre dels soldats (praesentalis) o mestre dels soldats vacant (vacans).

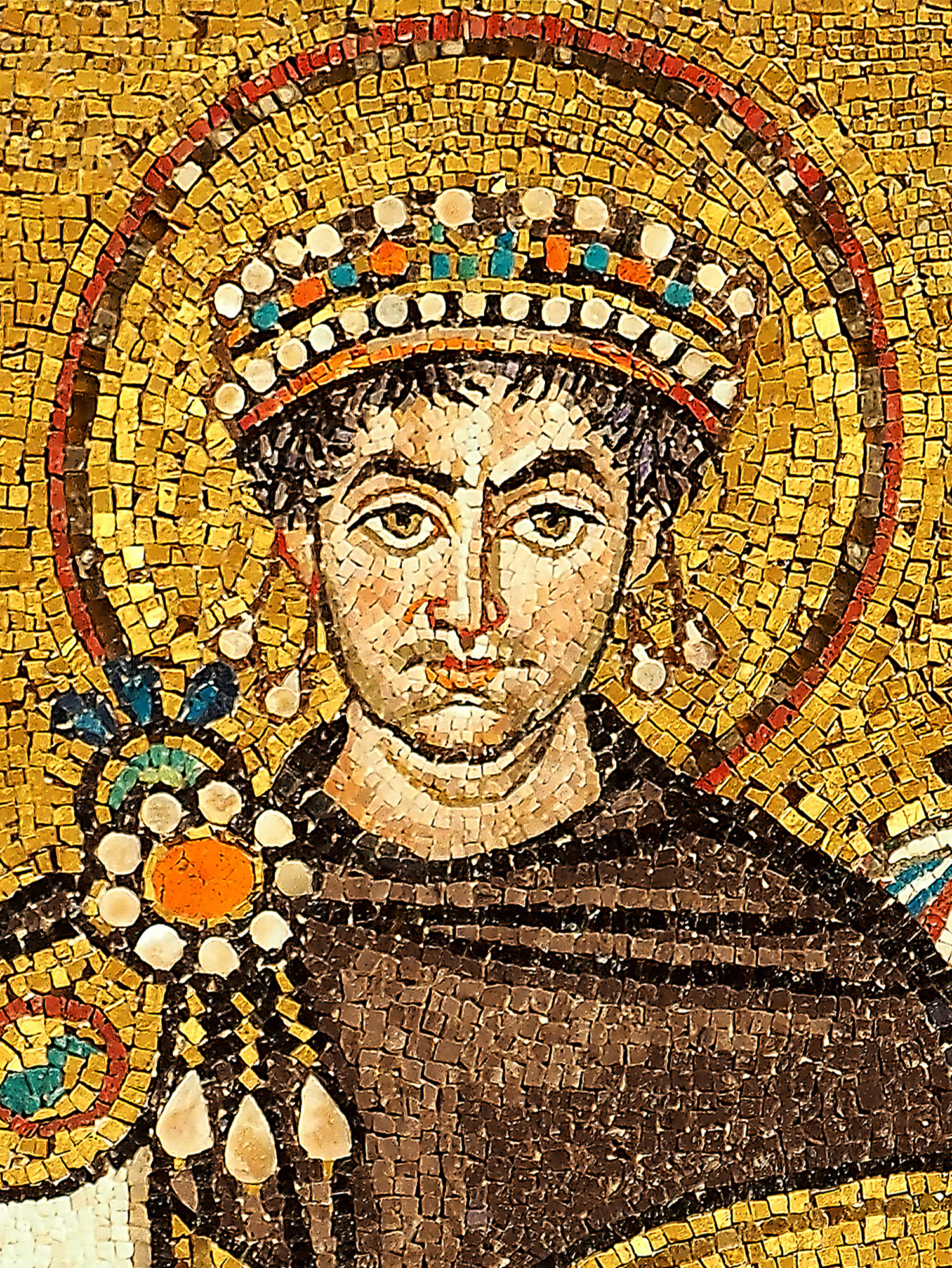
Justinià segon el mosaic de la Basílica de Sant Vidal, a Ravenna

L'any 532, Pompeu i el seu germà Hipaci va tenir un paper menor en l'afamada Revolta de Nika. Segons Procopi de Cesarea, al vespre del cinquè dia de la insurrecció, Justinià va ordenar que abandonessin el palau i anessin a les seves cases el més ràpid possible, doncs sospitava que estiguessin embolicats en algun complot contra ell, o que les circumstàncies els empenyés a això. Tement que el poble els obligués a assumir la púrpura, pel seu parentiu amb Anastasi, haurien dit que actuava malament si se'ls expulsava en aquelles circumstàncies del palau, el que va augmentar encara més les sospites de Justinià, que va reforçar les ordres. L'endemà al matí, el poble va saber què no estaven refugiats a palau i es van dirigir a ells, amb Hipaci, a contracor, sent dut al fòrum de Constantí, on va ser declarat emperador amb un collar d'or que emulava la funció de la diadema imperial.
Més endavant, quan els revoltosos van ser massacrats, Boraides i Justo, cosins de l'emperador, els van capturar i portar al palau, on van romandre sota estricte confinament. Es diu que Pompeu va plorar i es va lamentar, però va ser reprovat pel seu germà, dient que aquells que anaven a morir havien de mantenir-se ferms. L'endemà, van ser executats pels soldats, que van llançar els seus cossos al mar. Les seves propietats van ser preses per Justinià, que després va retornar als seus fills tot el patrimoni que va restar després de cedir part d'ell als seus. L'execució va ser confirmada pel Comte Marcel·lí, Zacaries Escolàstic, Evagri d'Epifania, Joan Malales, el Chronicon Paschale, Victor de Tunnuna, Teòfanes el Confessor i Joan Zonaràs. Segons John Bagnell Bury, Justinià no els va considerar directament responsables, però els va executar per a eliminar possibles instruments en altres conspiracions dels seus rivals.